# Симмондс, Керри
Керри Симмондс (англ. Kerry Simmonds, род. 3 апреля 1989, Пало-Алто, Калифорния) — американская гребчиха, чемпионка летних Олимпийских игр 2016 года, двукратная чемпионка мира.

## Биография
Керри Симмондс родилась в 1989 году в Сан-Диего, штат Калифорния. Окончила там начальную школу Кармел-Крик и среднюю школу Торри Пайнс, занимаясь баскетболом и лёгкой атлетикой. В 2007 году поступила в Вашингтонский университет, где она изучала биологию, параллельно начала заниматься академической греблей. В 2010 году Керри в составе восьмёрки стала чемпионкой молодёжного первенства мира. С 2013 года Симмондс начала выступать на взрослом уровне и на чемпионате мира Керри в составе восьмёрки стала чемпионкой мира, а на этапе Кубка мира в Люцерне — рекордсменкой мира (с результатом 5:54,16). В 2014 году восьмёрка с Керри в составе не смогла пройти национальный отбор на первенство мира, в результате чего Керри пришлось отбираться на него в двойках без рулевого вместе с Меган Кэлмоу. Симмондс и Кэлмоу уверенно преодолели предварительные раунды, но в финале две секунды уступили британским спортсменкам. В 2015 году американская восьмёрка с Керри в составе смогла отобраться на чемпионат мира и завоевала там золотую медаль, опередив новозеландских и канадских спортсменок.
В 2016 году Симмондс в составе восьмёрки приняла участие в летних Олимпийских играх 2016 года в Рио-де-Жанейро. В лодке Керри располагалась на втором номере. Предварительный этап соревнований американский экипаж уверенно выиграл, опередив ближайших преследовательниц из Нидерландов на 8 секунд. После первой половины финального заплыва американки находились на третьей позиции, совсем немного уступая лидировавшим сборным Канады и Нидерландов, но уже с самого начала второй половины дистанции американские спортсменки увеличили темп и пришли к финишу первыми, продлив победную серию сборной США в соревнованиях женских восьмёрок до трёх Игр, повторив тем самым достижение сборной Румынии, побеждавшей в период с 1996 по 2004 годы. На финише Симмондс с партнёршами опередили ближайших преследовательниц из Великобритании на 2,5 секунды.
После окончания спортивной карьеры работает ассистентом тренера по академической гребле в Университете штата Орегон, учится в Университете штата Калифорния в Сан-Диего.